# Gare de Rakkestad
La gare de Rakkestad est une gare ferroviaire norvégienne de la Ligne d'Østfold (Østre linje), située sur le territoire de la commune de Rakkestad dans le comté d'Østfold.
Mise en service en 1882, c'est une gare de la Norges Statsbaner (NSB). Elle est distante de 78,72 km d'Oslo. 

## Situation ferroviaire
La gare de Rakkestad se situe entre les gares d'Heia et de Sarpsborg. Le tronçon reliant Rakkestad à Sarpsborg n'est plus utilisé que pour le transport de marchandises.

## Histoire

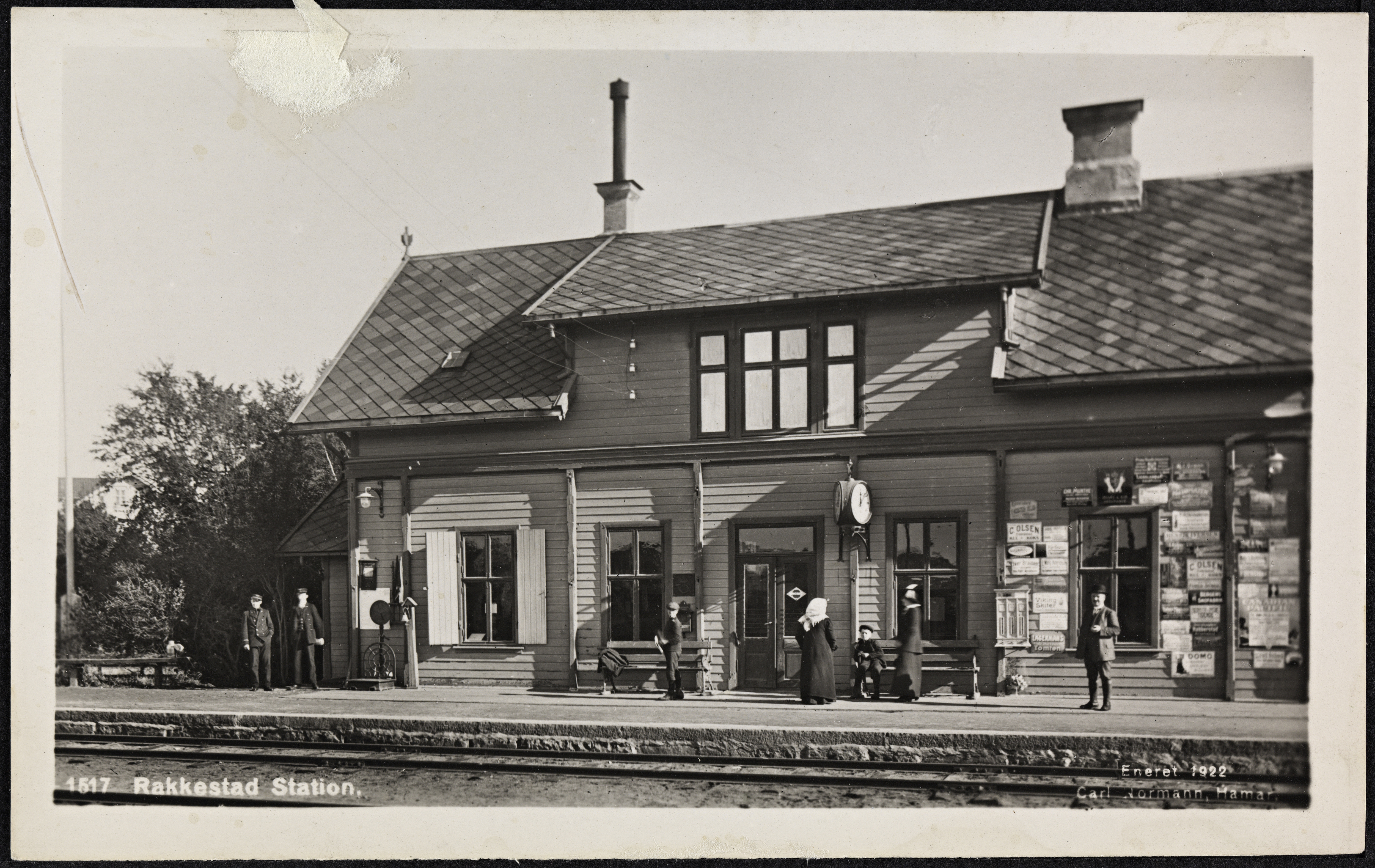
La gare vers 1922.

La gare fut mise en service lorsque la ligne de l'est reliant Ski - Mysen - Sarpsborg fut achevée en 1882 .

## Service des voyageurs

### Accueil
C'est une gare sans personnel, disposant d'abris sur les quais pour les voyageurs.

### Desserte
Rakkestad est le terminus de la ligne 22 reliant Rakkestad, par des trains locaux, à Skøyen. Pour autant, la gare n'est desservie qu'aux heures de grande affluence. 

### Intermodalités
Un parking, de 30 places, pour les véhicules et un parc à vélo y sont aménagés. Des bus desservent la gare ainsi qu'une station de taxi.